# Književnost u 2022.
◄◄ | ◄ | 2019. | 2020. | 2021. | 2022.  | 2023. | 2024. | 2025. | ► | ►►
Arhitektura • Astronautika • Astronomija • Biologija • Film • Fotografija • Glazba • Kazalište • Kemija • Kiparstvo • Knjige • Književnost • Kršćanstvo • Meteorologija • Medicina • Planinarstvo • Politika • Pravo • Promet • Slikarstvo • Strip • Šport • Televizija • Znanost • Zrakoplovstvo • Željeznički promet
Književnost u 2022.

## Svijet

### Nagrade i priznanja
- Nobelova nagrada za književnost:

## Hrvatska i u Hrvata

### Smrti
- 13. ožujka – Igor Mandić, književni kritičar, esejist, kolumnist i polemičar (* 1939.)

## Vanjske poveznice
|  | Zajednički poslužitelj ima još gradiva o temi Književnost u 2022. |